# Itea macrophylla
Itea macrophylla är en tvåhjärtbladig växtart som beskrevs av Nathaniel Wallich och William Roxburgh. Itea macrophylla ingår i släktet Itea och familjen Iteaceae. Inga underarter finns listade i Catalogue of Life.